# René Müller (1974)
René Müller (Minden, West-Duitsland, 19 mei 1974) is een Duitse voormalig voetballer en huidig voetbalcoach.

## Biografie
Müller speelde als aanvaller voor FC Bad Oeynhausen (1993-1998), SC Preußen Münster (1998-1999), VfL Bochum (1999-2000), Rot-Weiß Oberhausen (2001-2002), FC Augsburg (2002-2003), FC Rot-Weiß Erfurt (2003-2004), SC Paderborn 07 (2004-2008), Kickers Offenbach (2008) en Rot Weiss Ahlen (2008-2009). Bij VfL Bochum speelde Müller in de Bundesliga, maar meestal was hij actief voor clubs uit lagere reeksen. In 2013 was hij kort interim coach van SC Paderborn 07 en daar werd hij in 2016 aangesteld als hoofdtrainer.